# Горичице Добранске
Горичице Добранске су насељено место у Карловачкој жупанији у Хрватској. Административно припада општини Генералски Стол.

## Становништво
Према попису становништва из 2001. године, насеље је имало 63 становника у 23 породичних домаћинстава.
Кретање броја становника по пописима 1857—2001.
| година пописа  | 1857. | 1869. | 1880. | 1890. | 1900. | 1910. | 1921. | 1931. | 1948. | 1953. | 1961. | 1971. | 1981. | 1991. | 2001. |
| бр. становника | 96    | 110   | 89    | 102   | 104   | 86    | 96    | 100   | 100   | 108   | 128   | 104   | 74    | 71    | 63    |

- Напомена

До 1991. исказивано под именом Горичице.